# Tat'jana Mavrina
Tat'jana Alekseevna Mavrina (in russo Татьяна Алексеевна Маврина?; Nižnij Novgorod, 20 dicembre 1902, 7 dicembre del calendario giuliano – Mosca, 19 agosto 1996) è stata una pittrice e illustratrice sovietica, poi russa, prima della sua nazionalità a vincere il Premio Hans Christian Andersen per gli illustratori, e unica a ottenerlo durante il periodo sovietico, nel 1976.

## Biografia

### Famiglia
Figlia del professore di lettere Aleksej Lebedev e sua moglie Anastasija Petrovna. Il fratello Sergej fu uno scienziato, membro dell'Accademia delle scienze dell'URSS.

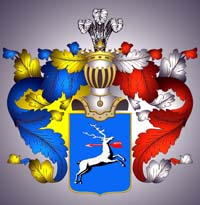
Stemma della famiglia Mavrina

### Studi superiori e lavoro
Studia presso i Laboratori artistico-tecnici superiori a Mosca. Successivamente lavora come pittrice e illustratrice di libri per bambini, tra cui diversi racconti popolari russi. Durante la seconda guerra mondiale, ha prodotto una serie di lubki. Alcuni dei disegni di Mavrina sono serviti come base per racconti scritti da Jurij Koval'.

### Morte
Mavrina è morta a Mosca all'età di 93 anni ed è sepolta nel Cimitero di Novodevičij.